# Elezioni parlamentari in Jugoslavia del 1969
Le elezioni parlamentari in Jugoslavia del 1969 si tennero tra aprile e maggio. Il Consiglio Sociopolitico fu eletto il 13 aprile, i tre Consigli delle Comunità Operaie furono eletti il 23 aprile ed il Consiglio delle Nazionalità fu eletto il 6, il 7 e l'8 maggio.

## Contesto
Le elezioni si tennero secondo il sistema previsto dagli emendamenti alla Costituzione del 1963 approvati nel dicembre  1968.

## Sistema elettorale
Il Parlamento della Jugoslavia era composto da cinque camere:
- il Consiglio Sociopolitico, i cui 120 membri erano eletti direttamente in collegi uninominali. Per vincere, un candidato doveva ottenere la maggioranza dei voti. Se invece vi era un solo candidato senza oppositori, l'elezione avveniva in forma plebiscitaria ed il candidato doveva ottenere un'approvazione superiore al 50% dei voti. Se ciò non accadeva, si teneva un secondo turno[1].
- il Consiglio delle Nazionalità, composto da 140 membri eletti dalle Assemblee Provinciali. Le assemblee della Bosnia ed Erzegovina, della Croazia, della Macedonia, del Montenegro, della Serbia e della Slovenia eleggevano ciascuna 20 membri, mentre il Kosovo e la Vojvodina eleggevano ciascuno 10 membri.
- i tre Consigli delle Comunità Operaie, ciascuno dei quali aveva 120 membri eletti dai delegati delle loro industrie[1]
  - il Consiglio Economico, i cui membri erano eletti da coloro che erano impiegati, direttamente o indirettamente, nell'artigianato, nell'agricoltura, nel settore bancario, nel commercio, negli hotel, nell'industria, nella stampa e nell'editoria, nei servizi comunali, nel trasporto e nella ricerca scientifica associata a questi settori [1]
  - il Consiglio Culturale e dell'Istruzione, i cui membri erano eletti da coloro che erano impiegati, direttamente o indirettamente, nelle arti, nell'istruzione, nella scienza e nello sport[1]
  - il Consiglio per le Questioni Sociali e la Sanità, i cui membri erano eletti da coloro che erano impiegati, direttamente o indirettamente, nell'assicurazione sociale, nella ricerca medica e nei servizi sociali[1].

## Risultati

### Consiglio Sociopolitico
| Partito                               | Voti       | %    | Seggi |
| ------------------------------------- | ---------- | ---- | ----- |
| 176 candidati                         | 11 173 725 | 100  | 120   |
| Schede bianche/nulle                  | 77 397     | –    | –     |
| Totale                                | 11 251 122 | 100  | 120   |
| Persone con diritto di voto/Affluenza | 12 790 517 | 88.0 | –     |
| Fonte: IPU                            |            |      |       |

### Consiglio delle Comunità Operaie
| Consiglio                                      | Seggi | Candidati | Eletti al primo turno |
| ---------------------------------------------- | ----- | --------- | --------------------- |
| Consiglio Economico                            | 120   | 184       | 117                   |
| Consiglio Culturale e dell'Istruzione          | 120   | 225       | 116                   |
| Consiglio per le Questioni Sociali e la Sanità | 120   | 206       | 117                   |
| Fonte: IPU                                     |       |           |                       |